# Mallerey
Mallerey era una comuna francesa del departamento de Jura, situado en la región de Borgoña-Franco Condado, que el 1 de enero de 2017 se fusionó con la comuna de Trenal para formar la comuna nueva de Trenal.

## Demografía
| Gráfica de evolución demográfica de Mallerey entre 1800 y 2014 |
|                                                                |

Los datos demográficos contemplados en este gráfico de la comuna de Mallerey se han cogido de 1800 a 1999 de la página francesa EHESS/Cassini, y los demás datos de la página del INSEE.